# Oreophryne sibilans
Espèce
Statut de conservation UICN

 DD  : Données insuffisantes
Oreophryne sibilans est une espèce d'amphibiens de la famille des Microhylidae.

## Répartition
Cette espèce est endémique de la province indonésienne de Papouasie en Nouvelle-Guinée occidentale. Elle n'est connue que dans les monts Wondiwoi, dans la péninsule Wandammen. Elle est présente entre 500 et 800 m d'altitude,. Sa présence est incertaine sur l'île Yapen.

## Étymologie
Le nom spécifique sibilans vient du latin sibilans, sifflant, en référence aux vocalisations de cette espèce.

## Publication originale
- Günther, 2003 : Three new species of the genus Oreophryne from western Papua, Indonesia (Amphibia, Anura, Microhylidae). Spixiana, vol. 26, no 2, p. 175-191 (texte intégral).